# The Zerosum
The Zerosum er Inge Berges debutalbum. Det blev udgivet i 2007.

## Sporliste
1. «Short Satanic Mass» 0:34
2. «Samsara» 3:48
3. «Gold Steel» 3:21
4. «Only Son I» 2:07
5. «Sweet Girl Insincere» 1:21
6. «Leave» 4:25
7. «Walk You Down» 2:43
8. «New Fuckosphere» 1:10
9. «Only Son II» 2:29
10. «The Zerosum» 3:12
11. «Alexandra Leaving» 4:59
12. «2 Little, 2 Late» 1:29
13. «Father Want Me Come Home» 3:21
14. «Home» 3:32
15. «Goodbye America» 4:09
16. «Home Again» 1:11
17. «Sir Percie Natase/Superstring» 0:57
18. «Who's the Joke On» 2:56